# Max Feffer
Max Feffer ComMM (São Paulo, 11 de dezembro de 1926 — São Paulo, 2 de abril de 2001) foi um engenheiro, empresário, mecenas das artes e ambientalista brasileiro. Herdeiro e sucessor de seu pai, Leon Feffer, no comando do Grupo Suzano, Max foi a força motriz por trás da consolidação da empresa como uma potência global, liderando a implementação industrial da revolucionária produção de celulose de eucalipto. Sua atuação transcendeu o mundo corporativo; como Secretário de Cultura de São Paulo, revitalizou a cena artística do estado e, mais tarde, tornou-se um dos pioneiros do conceito de sustentabilidade empresarial no Brasil com a criação do Instituto Ecofuturo.

## Juventude e Formação
Nascido em São Paulo, Max Feffer era o filho mais velho de Antonietta e Leon Feffer, o imigrante ucraniano que fundou a precursora da Suzano Papel e Celulose em 1924. Desde jovem, esteve imerso no ambiente empreendedor da família, acompanhando o crescimento da modesta fábrica de papel de seu pai.
Demonstrando uma aptidão para as ciências exatas, formou-se em Engenharia Química pela Universidade Presbiteriana Mackenzie. Sua sólida base técnica seria fundamental para transformar as visões de seu pai em realidades industriais de larga escala, combinando o ímpeto empreendedor herdado com a disciplina e o rigor do método científico.

## Carreira na Suzano: Inovação e Expansão

### A Revolução do Eucalipto: Da Teoria à Escala Industrial
Enquanto seu pai, Leon, foi o visionário que primeiro desafiou o dogma de que apenas fibras longas (como o pinus) poderiam produzir celulose de qualidade, foi Max Feffer quem liderou a aplicação industrial dessa descoberta. A partir da década de 1950, Max assumiu a liderança da equipe de cientistas e técnicos da Suzano. Com sua formação em engenharia, ele sistematizou as pesquisas e desenvolveu os processos que permitiram a produção de celulose de fibra curta de eucalipto de forma consistente e economicamente viável.
Em 1958, a Suzano fabricou os primeiros lotes comerciais de papel utilizando 100% de celulose de eucalipto. O sucesso da empreitada foi estrondoso e transformador. O Brasil, que possuía condições climáticas ideais para o rápido crescimento do eucalipto, deixou de ser um importador de celulose para se tornar um dos maiores exportadores do mundo. A inovação liderada por Max Feffer não apenas garantiu a hegemonia da Suzano, mas redefiniu o mapa global da indústria de papel e celulose.

### Visão Estratégica e Diversificação
Após suceder plenamente o pai no comando do grupo, Max Feffer iniciou um agressivo processo de modernização e diversificação, consolidando a Suzano como um dos maiores conglomerados do Brasil. Sua visão estratégica ia além do papel e celulose. Ele acreditava que a expertise da companhia em processos químicos e sua robustez financeira poderiam ser alavancadas em outros setores.
Os movimentos mais notáveis foram:
- Petroquímica: Em 1974, em uma joint-venture com a Petroquisa, fundou a Polipropileno S.A., uma das primeiras produtoras de resina termoplástica do país, marcando a entrada pioneira do grupo no setor petroquímico.[4]
- Seguros: Também expandiu os negócios para o setor de serviços, com a criação da companhia de seguros do grupo.

Essas iniciativas demonstravam sua capacidade de antecipar tendências e de gerir riscos, transformando a Suzano de uma empresa familiar em uma corporação diversificada e com gestão profissionalizada.

## Atuação Pública e Mecenato Cultural
Apaixonado por música erudita e um violoncelista amador, Max Feffer acreditava que o acesso à cultura era uma ferramenta essencial para o desenvolvimento social. Em 1975, aceitou o convite do governador Paulo Egydio Martins para assumir a recém-criada Secretaria de Estado da Cultura, Ciência e Tecnologia de São Paulo, cargo que ocupou até 1979.
Sua gestão foi marcada por projetos de grande impacto que visavam a "democratização da cultura":
- Festival de Inverno de Campos do Jordão: Ele revitalizou e internacionalizou o festival, transformando-o no mais importante evento de música clássica da América Latina, trazendo renomados maestros e orquestras e, ao mesmo tempo, oferecendo bolsas de estudo para jovens músicos brasileiros.[6]
- Festival de Jazz de São Paulo: Criou um dos primeiros grandes festivais de jazz do Brasil, trazendo lendas internacionais do gênero para apresentações populares, muitas vezes gratuitas ou a preços acessíveis.

Sua passagem pelo governo solidificou sua imagem como um empresário-humanista, que aplicava sua capacidade de gestão para o bem público.

## Legado Socioambiental: O Instituto Ecofuturo
Na década de 1990, Max Feffer voltou seu foco para uma preocupação crescente: a relação entre a atividade industrial e o meio ambiente. Ele antecipou que a sustentabilidade não era apenas uma questão ética, mas um fator crucial para a perenidade dos negócios. Com base na filosofia de que era preciso "produzir e conservar", idealizou uma organização que pudesse materializar essa visão.
Em 1999, fundou o Instituto Ecofuturo, uma organização não governamental mantida pela Suzano, com a missão de promover o desenvolvimento sustentável por meio da conservação ambiental e da promoção da leitura. O instituto tornou-se referência em projetos de recuperação de matas nativas, gestão de parques e bibliotecas comunitárias, sendo a concretização da crença de Feffer de que o capital e o conhecimento gerados por uma empresa deveriam retornar à sociedade na forma de progresso social e ambiental.

## Vida Pessoal, Morte e Homenagens
Max Feffer foi casado com Betty Feffer, com quem teve quatro filhos: David Feffer, Daniel, Ruben e Susana. Em 1999, iniciou o processo de sucessão, passando o comando da Suzano a seu filho David, que continuou o processo de expansão global da companhia.
Faleceu em São Paulo no dia 2 de abril de 2001, aos 74 anos.
Por suas contribuições ao país, foi admitido à Ordem do Mérito Militar em 1992, no grau de Oficial especial, pelo presidente Fernando Collor, e promovido em 1995 pelo presidente Fernando Henrique Cardoso ao grau de Comendador.
Seu legado é celebrado de forma proeminente no Centro Cultural Max Feffer, localizado em Pardinho, São Paulo. O complexo, projetado para integrar cultura, educação e meio ambiente, é considerado a materialização de sua visão de mundo e um tributo duradouro a um dos mais completos e visionários líderes empresariais da história do Brasil.